# 平山橋 (神奈川県)
平山橋（ひらやまばし）は、神奈川県愛甲郡愛川町の中津川に架かる歩行者用トラス橋である。

## 歴史
1913年（大正2年）、左岸側（北側）1/3を鋼製トラス橋、残りを木橋として開通。1926年には木橋部分を架け替え、3連の鋼製トラス橋として完成した。左岸のトラスには大正2年、右岸のトラスには大正15年の銘版があり、右岸の別の銘板には東京・月島の安藤鉄工所の名がある。同社は1918年（大正7年）から1975年（昭和50年）にかけて橋梁製作の実績がある。1913年の開通記念の絵はがきには左岸1連のトラスが見られるが、この部分の製造企業は不詳である。
1945年（昭和20年）7月10日にはアメリカ軍機の機銃掃射を受け、橋上やその周辺で死傷者が出た。その際の銃痕は、現在でも欄干などに残っている。2003年（平成15年）には下流側に隣接して神奈川県道54号相模原愛川線の平山大橋が架けられ、本橋の道路橋としての運用を終了し、以降は人道橋として使用されている。道路橋として使用していた当時には歩行者用の橋が併設されていた。2004年11月8日には、登録有形文化財に登録されている。本橋上流70mほどのところに、数本の松が茂る「稲荷森」と呼ばれる小島があったが、昭和30年代後期に治水のため撤去された。

## 交通
右岸側は300mほど南で国道412号と接続し、厚木市の市街地に通じる。北側の丁字路では神奈川県道54号相模原愛川線を経て愛川町役場方面および愛川町半原方面に通じている。平山大橋を経由して、本厚木駅・厚木バスセンターと半原を結ぶ神奈川中央交通バスと愛川町内循環バスが運行されている。

## 隣接する橋
- 中津川

（上流側） - 馬渡橋 - 平山橋 - 平山大橋 - 角田大橋 - （下流側）